# Поляци в Грузия
Поляците са малък по численост народ в Грузия. Според преброяването на населението през 2002 година, те са 870 души, или 0.019 % от населението на страната.

## Численост и дял
Численост и дял на поляците според преброяванията на населението в Грузия през годините:
| Година | Дял (в %) | Численост |
| ------ | --------- | --------- |
| 1926   | 0.118     | 3159      |
| 1939   | 0.089     | 3167      |
| 1959   | 0.066     | 2702      |
| 1970   | 0.054     | 2565      |
| 1979   | 0.044     | 2200      |
| 1989   | 0.037     | 2014      |
| 20021  | 0.019     | 870       |

1 Без Абхазия и Южна Осетия.